# Xysticus simplicipalpatus
Xysticus simplicipalpatus är en spindelart som beskrevs av Ono 1978. Xysticus simplicipalpatus ingår i släktet Xysticus och familjen krabbspindlar. Inga underarter finns listade i Catalogue of Life.